# Mariara

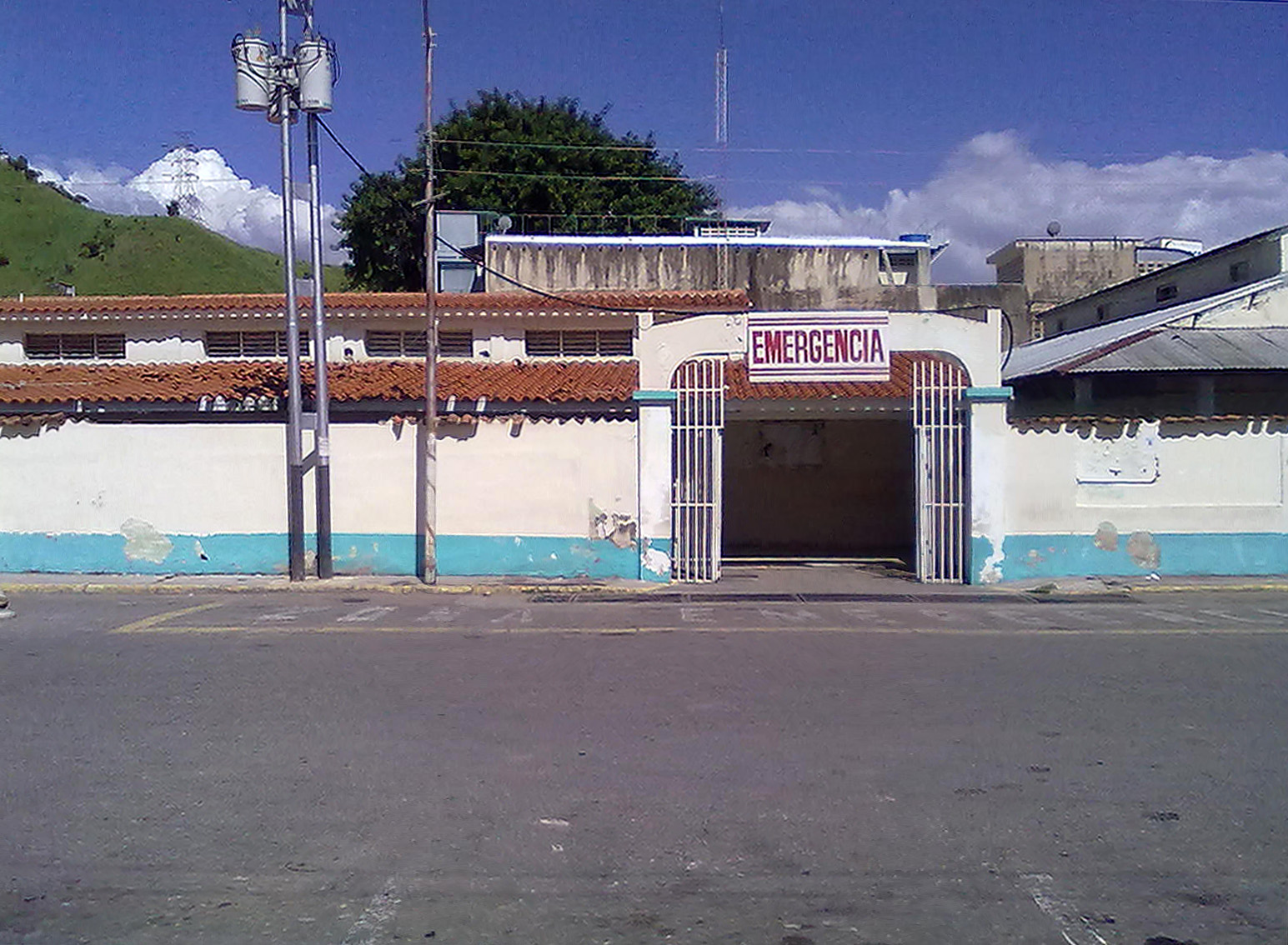
Gesundheitszentrum von Mariara

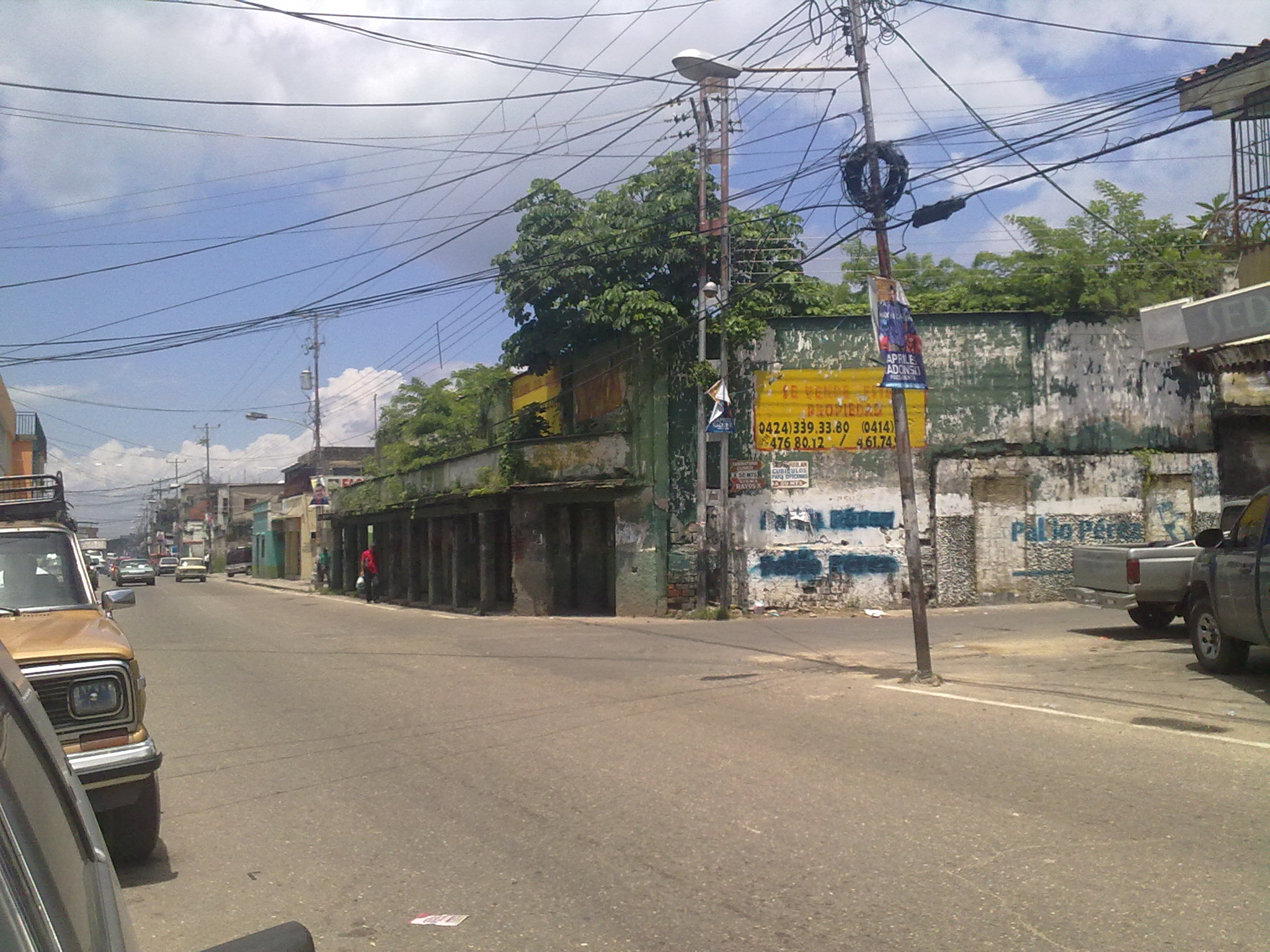
Straße in der Altstadt

Mariara ist Hauptstadt der Gemeinde (Municipio) Diego Ibarra in Carabobo im Norden Venezuelas.
Hier wohnen die meisten der 110.131 Einwohner der Gemeinde.
Die Stadt liegt zwischen der Karibikküste und dem Valenciasee.

## Geographie

### Lage
Mariara liegt im Nordzentrum Venezuelas am südlichen Fuß der Küstengebirge, etwas nördlich vom Valenciasee.

### Geologie
Die Bergkette nördlich von Mariara wird auch Sierra de Mariara genannt und besteht größtenteils aus Granitformationen. Alexander von Humboldt erzählte, dass die Felsen als aus einem sehr grobkörnigen, fast porphyrartigen Granit bestehen, in dem die gelblich-weißen Feldspathkrystalle hervortreten. Der Mittelpunkt der Bergkette in dieser Region heißt Rincón del Diablo. Der westliche Flügel heißt Viruelas und der östliche Chaparro. Die heißen Quellen von Mariara befinden sich etwas nordöstlich.

## Geschichte
Als die Europäer Mitte des 16. Jahrhunderts ankamen, bewohnten karibische Stämme diese Region.
Der Konquistador Vicente Díaz drang mit seinen Truppen in diese Gegend um das Jahr 1555. Ein Gefecht wurde in dieser Gegend zwischen seinen Soldaten und den Indianern registriert.
Die Familie Tovar hatte große Ländereien während der Kolonialzeit.
Offiziell wurde Mariara am 3. Dezember 1781 vom Bischof Mariano Martí gegründet.
Alexander von Humboldt besuchte das Dorf Anfang 1800.
Mehrere der ersten Schlachten im Unabhängigkeitskrieg (1811) fanden in der Umgebung statt. Eine der ersten Schlachten des Unabhängigkeitskrieges fand zwischen Mariara und La Cabrera, am Valenciasee, am 19. Juli 1811 statt. Dort kämpften die Republikaner unter Leitung vom Marquis del Toro und die Truppen der spanischen Krone unter Leitung von Jacinto Iztueta.

## Politik
Bei den letzten Wahlen der Nationalversammlung (2010) bekam die PSUV 49 % der Stimmen und Proyecto Venezuela 47,13 %.

## Wirtschaft und Infrastruktur

### Verkehr
Die Autobahn "Autopista Regional del Centro" zwischen Caracas und Valencia führt südlich direkt an Mariara vorbei. Westlich von Mariara liegt die Autobahnausfahrt nach Mariara und San Joaquin. Eine Nationalstraße "Carretera Panamericana" führt von Maracay nach Mariara und weiter bis nach San Joaquin.

### Öffentliche Gebäude
Ein kleines Gesundheitszentrum, Ambulatorio de Mariara, befindet sich etwas östlich vom Rathaus.
Es gibt einige Grundschulen und ein Gymnasium.

## Sehenswürdigkeiten
Die katholische Kirche Mariaras heißt Nuestra Señora del Carmen.